# Michael Francis Atiyah
Sir Michael Francis Atiyah, libanonsko-britanski matematik, * 22. april 1929, London, Anglija, † 11. januar 2019.
Atiyah je bil predsednik Kraljeve družbe (1990-95), kancler Univerze v Leicestru (1995-2005) in predsednik Kraljeve družbe iz Edinburga (2005-08).

## Priznanja

### Nagrade
- Fieldsova medalja (1966)
- Copleyjeva medalja (1988)
- Abelova nagrada (2004)